# Mastaba des Kaninisut
Die Mastaba des Kaninisut, auch Mastaba G 2155, befindet sich in Gizeh auf dem sogenannten Westfriedhof der Cheops-Pyramide. Sie wurde für Kaninisut (auch Ka-ni-nisut oder k3-nj-njwś.t) errichtet, einem hohen Staatsbeamten der 4. Dynastie oder frühen 5. Dynastie des Alten Reiches (ca. 2500 v. Chr.). Die Kultkammer der Mastaba wird heute im Kunsthistorischen Museum in Wien unter der Inventarnummer 8006 ausgestellt. Sie besteht aus bestem, weißen Tura-Kalkstein und ist mit feinen, erhabenen Flachreliefs geschmückt. Dargestellt sind vor allem Opferlisten, Szenen aus dem Totenkult sowie der Grabherr und seine Familie. Um die große Mastaba bauten Kaninisuts Nachkommen weitere kleinere Gräber an.

## Lage

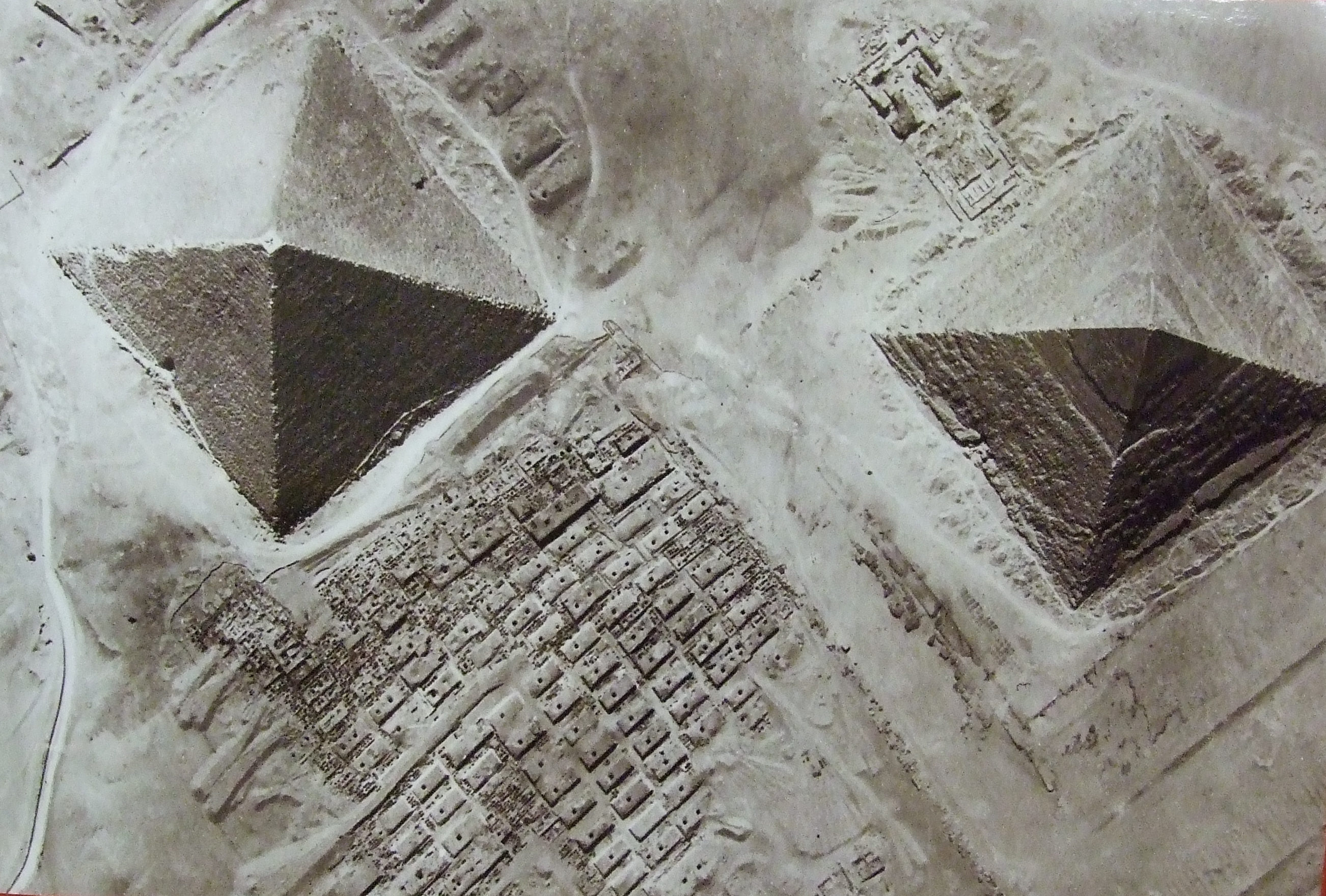
Luftaufnahme der Cheops-Pyramide (links), Chephren-Pyramide (rechts) und dem Westfriedhof dazwischen.

Die Mastaba des Kaninisut liegt im Westfriedhof von Gizeh. Östlich und westlich der Cheops-Pyramide entstanden klar geplante Mastaba-Friedhöfe. Im Ostfriedhof wurden die näheren Verwandten des Cheops und im Westfriedhof hohe Beamte und Würdenträger bestattet. Durch dieses Privileg konnten die Bestatteten in die Vorstellungswelt des königlichen Jenseits miteinbezogen werden und erhielten über den im königlichen Totentempel abgewickelten Verehrungskult die notwendigen Opfergaben. Aufbau, Ausrichtung und Ausstattung der einzelnen Privatgräber waren ein Abbild der damaligen hierarchischen Gesellschaft. Während Cheops Regierungszeit wurden in den beiden Friedhöfen insgesamt 77 Grabanlagen gebaut und in späterer Zeit um zahlreiche Gräber erweitert. Die regelmäßige Anordnung der einzelnen Mastabas deutet darauf hin, dass er von einer staatlichen Baubehörde konzipiert wurde. Offenbar wurden die Mastabas den Eigentümern als Rohbauten ohne Verkleidung überlassen und diese übernahmen die weitere Ausschmückung. Die Mastaba des Kaninisut liegt im äußersten Westen jenes Friedhofabschnittes, der aufgrund der Anordnung seiner Gräber als Friedhof en échelon bezeichnet wird.

## Entdeckung und Ankauf der Kultkammer

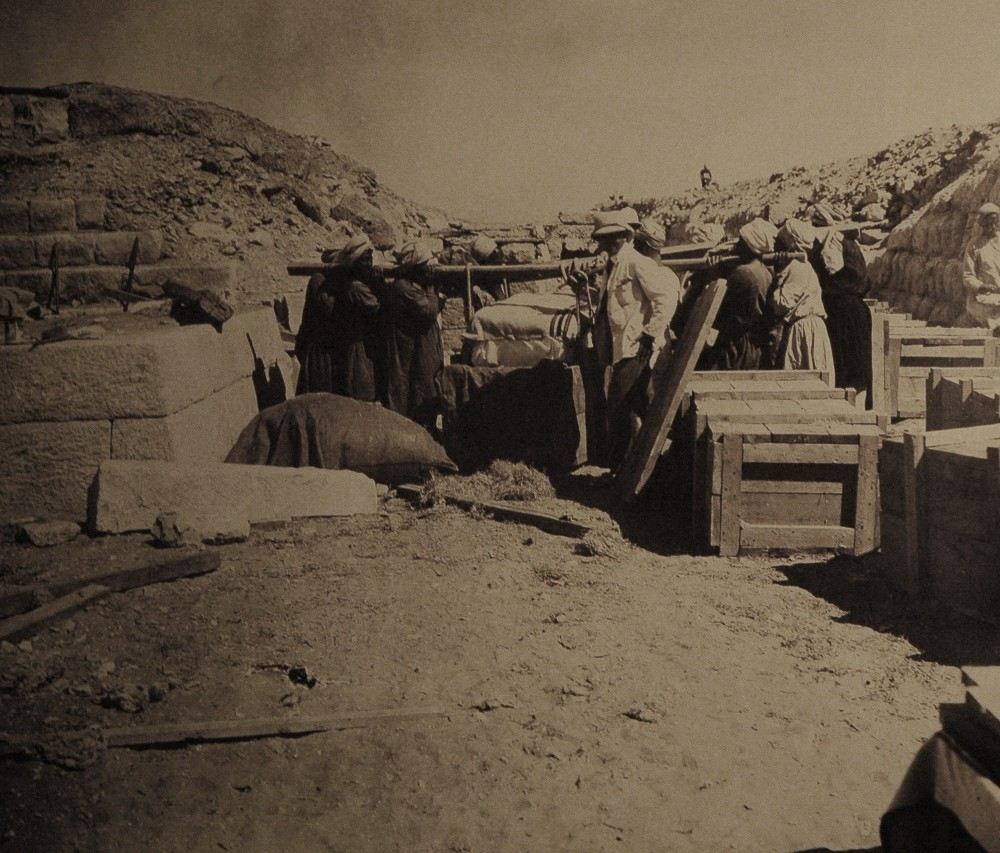
Abbau der Kultkammer des Kaninisut

Der Westfriedhof wurde 1902 in drei von Ost nach West verlaufende Abschnitte eingeteilt, für die jeweils eine Grabungskonzession an die USA, Italien und Deutschland vergeben wurde. Zwischen 1903 und 1907 leitete Georg Steindorff drei Grabungskampagnen. 1911 entschieden sich Steindorff und Hermann Junker, der bisher in Nubien ausgegraben hatte, ihre Konzessionen zu tauschen. Damit übernahm die Österreichische Akademie der Wissenschaften die deutsche Konzession in Gizeh.
Hermann Junker und seine Mitarbeiter entdeckten die Mastaba des Kaninisut am 10. Januar 1913. Bereits wenig später entschied man sich für den Kauf der Kultkammer für das Kunsthistorische Museum in Wien, um dort die typische Grabarchitektur des Alten Reiches präsentieren zu können. Hermann Junker bemerkte dazu:

„Die ganze Kammer ist in jeder Beziehung so schön und lehrreich, daß ich sie in erster Linie für geeignet halte, nach Wien übertragen zu werden.“

Am 27. Januar 1914 unterzeichnete der k.u.k. Oberstkämmerer den Kaufvertrag mit der Ägyptischen Antikenverwaltung. In einmonatiger Arbeit wurde die Kultkammer abgebaut und in 32 Kisten mit einem Totalgewicht von 65 Tonnen über Kairo nach Wien transportiert, wo sie Anfang Juli 1914 eintraf. Durch den Ersten Weltkrieg und die wirtschaftlich schwierige Situation der Nachkriegszeit verzögerte sich die Aufstellung mehr als 10 Jahre. Erst am 17. Juni 1925 war die Kultkammer wiederaufgebaut für die Öffentlichkeit zugänglich. Die Kosten für den Ankauf und den Transport von etwa 30.000 Kronen übernahm der Wiener Industrielle Rudolf Maaß, der sich ebenfalls an den Kosten für den Aufbau der Kultkammer beteiligte.

## Kaninisut und seine Familie
Kaninisut war ein hoher Staatsbeamter, wovon seine zahlreichen Ehrentitel sowie die Lage und die Größe seines Grabes in Gizeh zeugen. Die genaue Datierung in die Regierungszeit eines ägyptischen Königs ist bis heute nicht möglich. Seine Familie lässt sich bis in die 5. Generation weiterverfolgen, da seine Nachkommen die Gräber in unmittelbarer Nähe seiner großen Mastaba errichten ließen. An der Grabarchitektur und den Titeln seiner Nachkommen lässt sich allerdings der gesellschaftliche Niedergang der Familie ablesen. Offenbar büßte die Familie zunehmend die hohe Stellung am Hof des Königs ein.
Kaninisut führte Titel wie „Leiter des Schurzes“, „Einziger Freund“ und „Leiblicher Sohn des Königs“, die ursprünglich nur Verwandte des Königs führen durften, im Alten Reich aber Ehrentitel für sehr angesehene Personen nicht königlicher Herkunft waren. Über die eigentliche Funktion des Kaninisut sagen sie nicht viel aus. An erster Stelle wird meist der Titel eines Sem-Priesters genannt. Dieser weist auf bestimmte kultische Aufgaben im Götter- und Totenkult hin. In der Kultkammer werden auch seine Frau und zwei Söhne und eine Tochter dargestellt.

## Beschreibung und Funktion der Mastaba

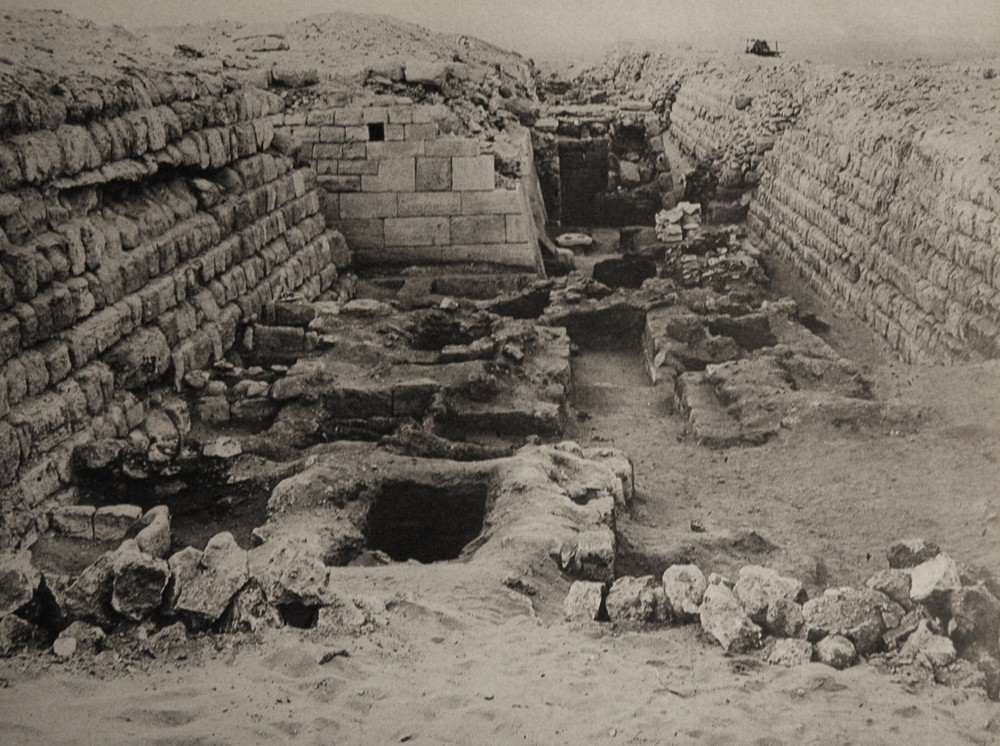
Südostecke der Mastaba des Kaninisut

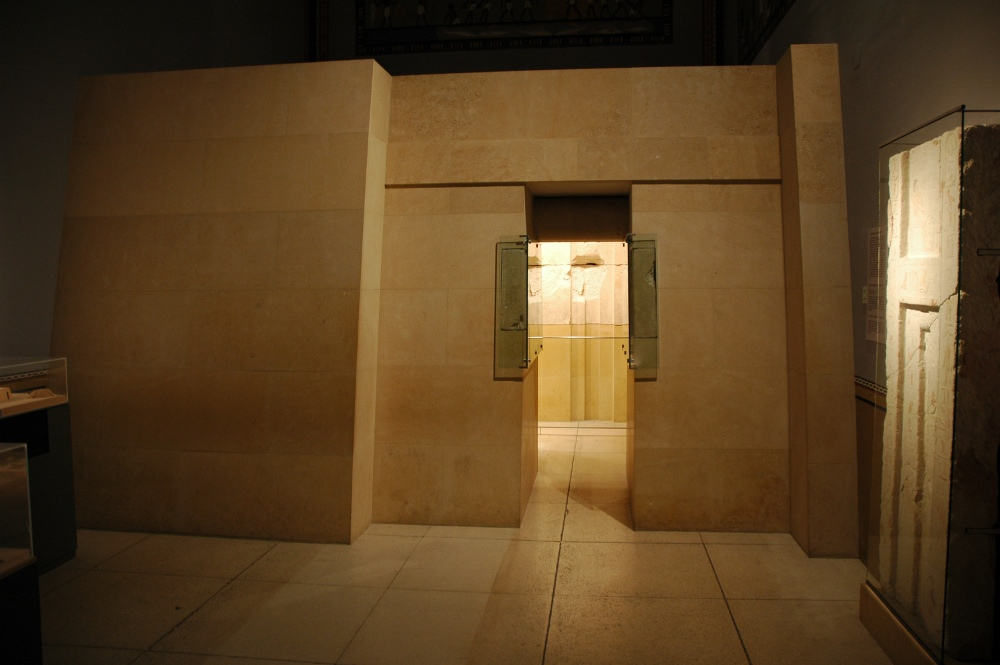
Die Kultkammer des Kaninisut im Kunsthistorischen Museum in Wien

Beim Grab des Kaninisut handelt es sich um ein sogenanntes Mastaba-Grab. Die Bezeichnung „Mastaba“, die in der arabischen Sprache „Bank“ bedeutet, leitet sich vom Aussehen dieser Gräber ab: Der Oberbau ist quaderförmig mit leicht geschrägten Seitenwänden und erinnert vom Aussehen an eine überdimensionale Sitzbank. Der Kernbau der Mastaba des Kaninisut ist 24 m lang und 10,2 m breit, die Höhe ist aufgrund der Zerstörung nicht mehr feststellbar. Die Außenwände bestehen aus Kalksteinblöcken, die mit einer Schicht feinen weißen Tura-Kalksteins verkleidet waren. Das Innere des Oberbaus weist keine Räume auf, sondern ist mit Schutt gefüllt. Gegen Ende der Regierungszeit des Cheops war es zwar zunehmend üblich, die Kulträume in das Innere des Oberbaus zu verlagern, davor wurden sie an der Ostfassade des Grabes angebaut. Bei der Mastaba des Kaninisut war es offenbar der Fall, dass der Rohbau gegen Ende der Regierungszeit des Cheops bereits fertiggestellt war, es jedoch zahlreiche Umbauten erforderte, um nun dem neuen Bautrend zu entsprechen: Man entschied sich jedoch nicht dafür, den Mastabakern auszuhöhlen, sondern das Grab gegen Süden zu erweitern, um dort die Kultkammer einzubauen.
Vor dem Eingang zur Kultkammer wurde an der Ostfassade ein Vorbau aus Lehmziegeln errichtet. Ein 2,55 m langer und 0,75 bzw. 1,05 m schmaler Durchgang führte in die Kultkammer, die durch eine Holztüre verschlossen war. Die 3,60 m lange, 1,45 m breite und 3,16 m hohe Kammer beinhaltete zwei Scheintüren an der Westwand, vor denen die Opfer dargebracht wurden. Hinter der Scheintür lag der Serdab, ein kleiner, völlig zugemauerter Raum, in dem die Ka-Statue des Grabherrn aufbewahrt wurde. Hermann Junker konnte die Ka-Statue des Kaninisut jedoch nicht mehr vorfinden. Die Kammer wurde bereits in antiker Zeit beraubt, worauf auch Spuren von Gewaltanwendung hindeuten.
Nach altägyptischer Vorstellung ist der Ka ein Aspekt des Seelischen, der den physischen Tod des Menschen überdauert. Er verlässt den Körper des Sterbenden und existiert dann eigenständig weiter. Er ist eine Quelle von Lebenskraft; durch seine Anwesenheit ist der Mensch beseelt und belebt. Nach dem Tod bleibt der Ka in der Nähe des Leichnams. Nun ist es seine Hauptaufgabe, den Toten zu schützen und ihm zu einem Dasein zu verhelfen, das seinem bisherigen sozialen Rang entspricht. Die Wohnstätte des Ka ist eine eigens für ihn errichtete Statue im Grab, die Ka-Statue. Durch die Scheintür konnte der Ka des Verstorbenen ins Diesseits gelangen. So konnte er am Totenopferritual in der Kultkapelle teilnehmen, das aus der Darbringung von Speisen und Getränken und anderen Kulthandlungen bestand.
Der Unterbau der Mastaba des Kaninisut hatte einen 17 m tiefen, vertikalen Grabschacht, der über einen kurzen Korridor nach Süden hin zu einer grob aus dem Fels gehauenen Grabkammer führte. Die nachlässige Ausführung der Grabkammer steht im krassen Gegensatz zur feinen Ausgestaltung der Kultkammer. Offenbar wurde die Ausgestaltung der unterirdischen Räume in der späten 4. Dynastie zunehmend vernachlässigt. Überreste einer Bestattung konnten keine gefunden werden.
An der Ostfront der Mastaba ließ sich der gleichnamige Sohn des Kaninisut ein bescheidenes Grab an die Mastaba seines Vaters anbauen. Der Oberbau ist 8,8 m lang und 3,5 m breit. Über die Ostseite des Anbaus gelangte man in dessen Kultkammer, die ebenfalls an der Westwand zwei Scheintüren aufwies. Dessen unterirdische Sargkammer wurde völlig durchwühlt aufgefunden, offensichtlich durch die Beraubung in antiker Zeit. Trotzdem entdeckte man umherliegende Grabbeigaben wie Scheingefäße aus Alabaster, kleine Kupferwerkzeuge und vier Tonkrüge, die zur Aufnahme der Eingeweide der Mumie gedient hatten.
Ein weiterer Anbau befand sich an der Nordseite der großen Mastaba des Kaninisut (I.). Dieses Grab stammt wohl aus der dritten Generation, vom ebenfalls gleichnamigen Kaninisut (III.). Von diesem Anbau ist heute nicht mehr viel übrig geblieben.
In unmittelbarer Umgebung ließen auch Iri-en-re und Anch-ma-re, vermutlich Urenkel und Ururenkel des Kaninisut (I.) ihr Grab errichten. Als einzig möglicher Bauplatz bot sich die schmale Straße zwischen der Mastaba des Nisut-nefer (G 4970) und der Mastaba G 4980 an. Das Grab des Iri-en-re war an der Nordwestecke des Nisut-nefer angebaut, an das sich östlich wiederum jenes des Anch-ma-re anschließt.

## Reliefdekorationen der Kultkammer
Die Kultkammer des Kaninisut ist aus bestem, weißen Tura-Kalkstein gebaut und mit feinen, erhabenen Flachreliefs geschmückt, die heute im Kunsthistorischen Museum Wien zu sehen sind. Teilweise sind noch Reste der ursprünglichen Bemalung vorhanden. Typisch für den ägyptischen Stil ist, dass Personen im Flachbild in einer Kombination von Frontal- und Seitenansicht dargestellt sind. So sind etwa Augen, Schulter, Teile des Brustkorbes und der Bauch in der Frontalansicht und Kopf, Arme, Brust und Beine in der Seitenansicht wiedergegeben.

### Nördliche und südliche Türleibung
An der nördlichen und südlichen Wand des Eingangskorridors sind Speisetischszenen dargestellt. Kaninisut sitzt jeweils vor einem Opfertisch, auf dem eng nebeneinander zwölf Brote stehen, die den jenseitigen Nahrungsvorrat symbolisieren. Kaninisut trägt jeweils ein Pantherfell, die Amtstracht der Sem-Priester. An der südlichen Türleibung ist es das lange Pantherfellgewand und an der nördlichen das seltener belegte kurze Pantherfellgewand.
Rechts an die Speisetischszene anschließend vollziehen an der nördlichen Türleibung vier Priester, die deutlich kleiner als Kaninisut dargestellt sind, das Totenopferritual: Als erster reicht der „Mundschenk des großen Schanktisches“ kniend ein Gefäß und ein Brot. Dahinter verklärt ein Ut-Priester das Totenopferritual, indem er die Faust der rechten Hand vorstreckt und mit der linken Hand die Stirn berührt. Der dritte Priester hält eine Waschgarnitur in die Höhe, die zur Reinigung der Kultstelle verwendet wurde. Dahinter steht ein Heri-wedjeb-Priester mit zum Redegestus erhobener Hand. Er nennt die in der Opferliste verzeichneten Gaben: Weihrauch, Salböl, grüne Augenschminke, schwarze Augenschminke, Wein, wˁḥ-Früchte, (12) weh-Früchte, Brot aus Christusdornbeeren, Feigen, vier Stück dpt-Brot, Christusdornbeeren, t3-rtḥ-Brot, gerösteter Weizen, weiße und grüne zẖt-Gerste. An der südlichen Türleibung ist hinter dem Heri-wedjeb-Priester noch ein weiterer Mann dargestellt, der einen großen Rinderschenkel trägt.

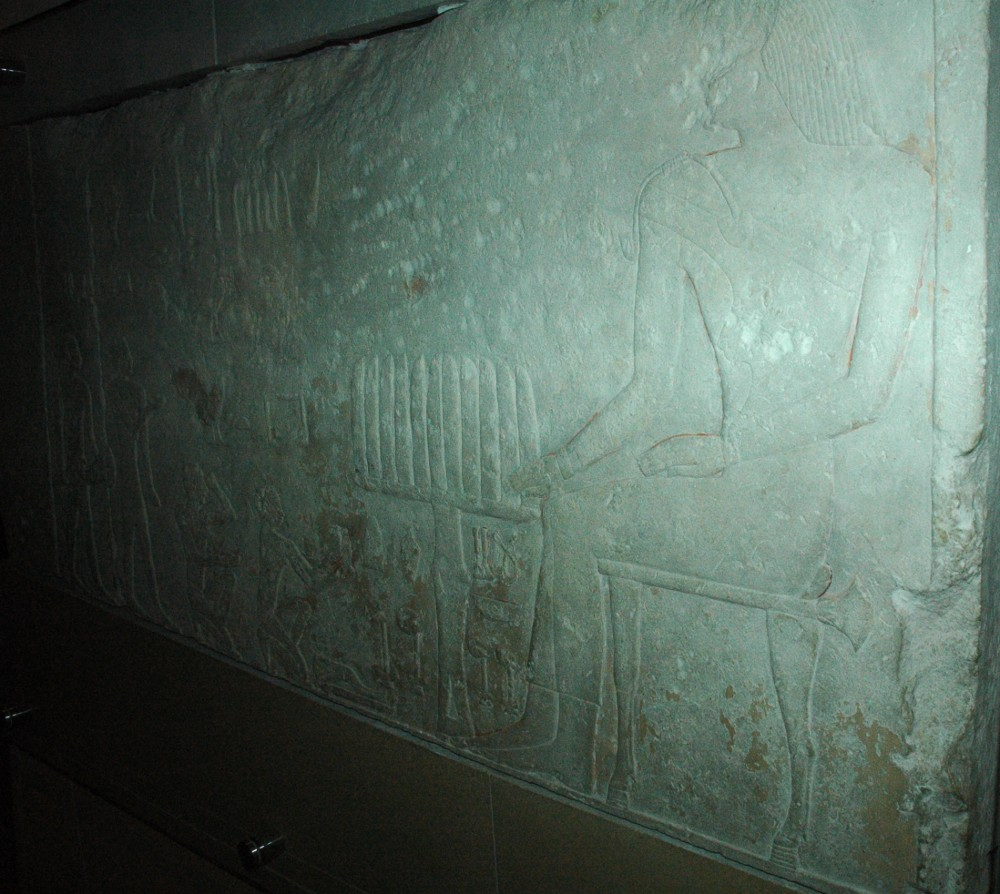
Südliche Türleibung
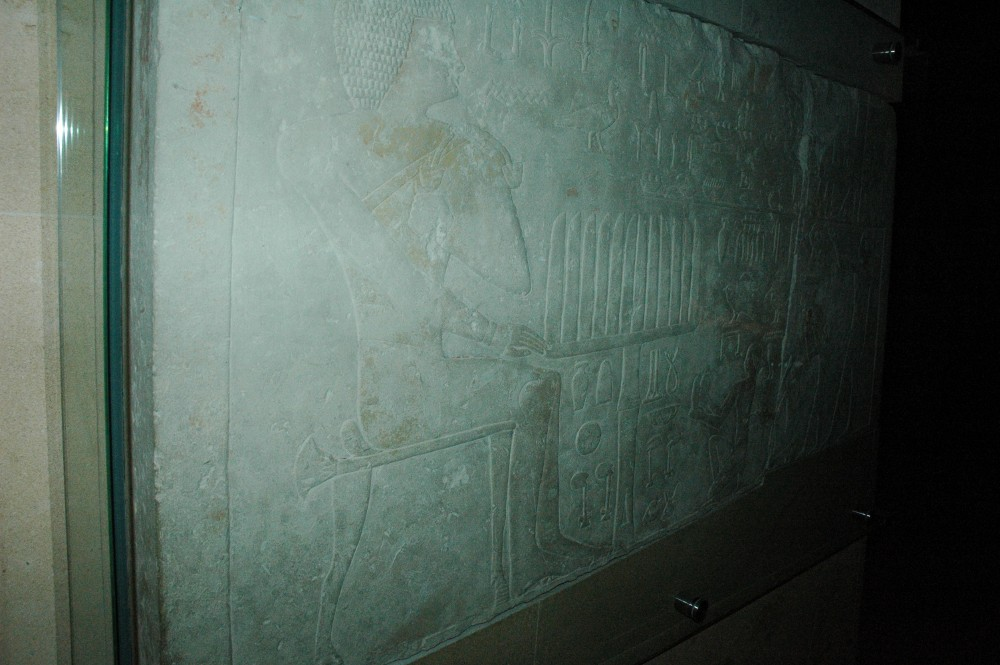
Nördliche Türleibung

### Südwand bei der Türleibung

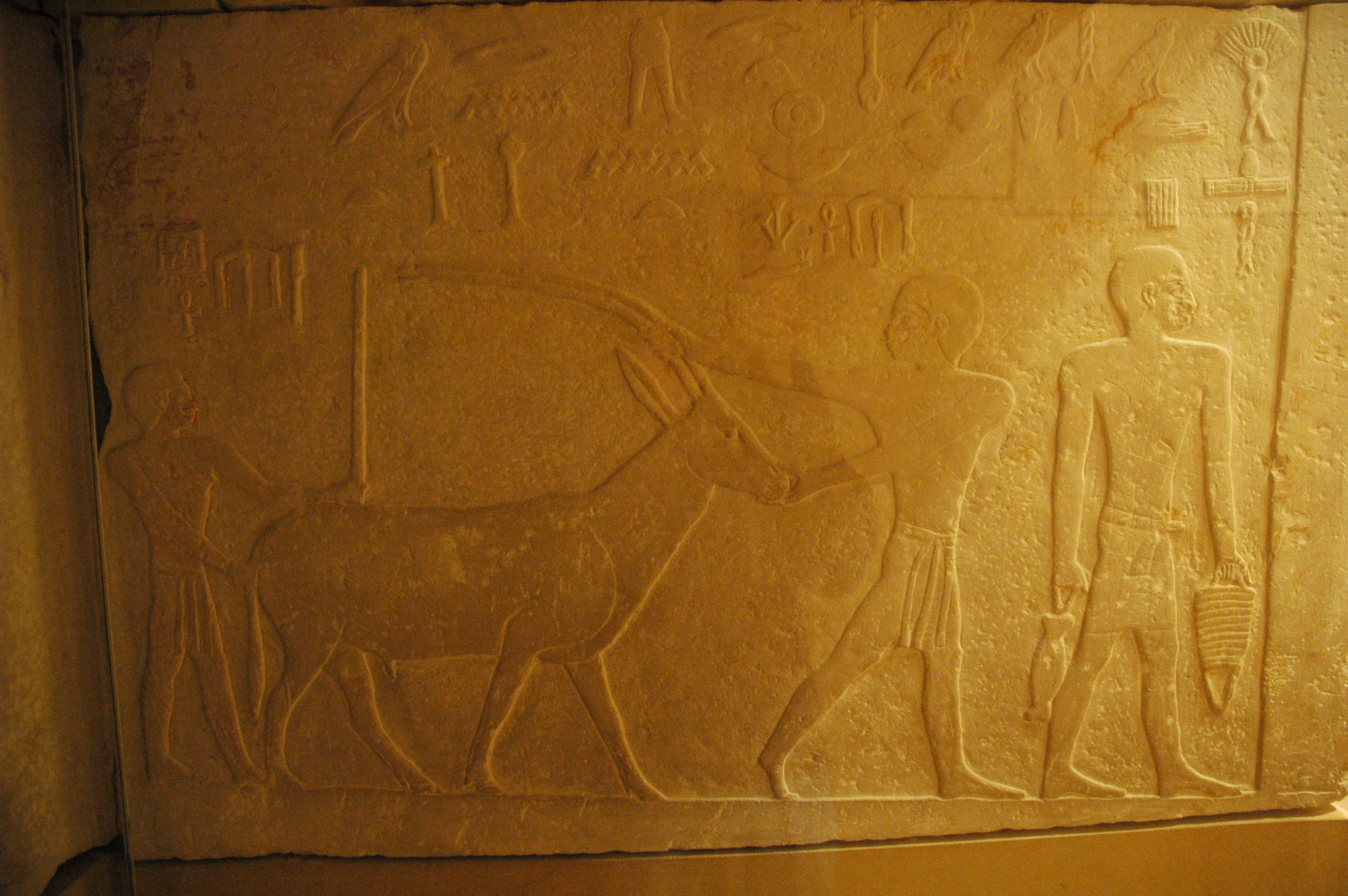
Südwand bei der Türleibung

Im Anschluss an die südliche Türleibung ist an der Südwand das Herbeibringen einer Antilope dargestellt. Zwei Männer, die nur mit einem Gürtel und drei Bändern bekleidet sind, führen das Opfertier. Der Totenopferpriester Anchhaf fasst die Antilope am Maul und an den Hörnern, dahinter treibt der „Leiter der Halle“ das Tier mit einem Stock an. Voran schreitet ein Mann, der zusätzliche Opfer darbringt. Die Antilope ist das Geschenk eines Stiftungsgutes, das Nahrungsmittel für den Totenopferkult des Kaninisut zur Verfügung stellte. Darüber befinden sich weitere Abbildungen von Opfergaben, die in zwei Registern angeordnet sind.

### Ostwand
An der Ostwand oberhalb des Eingangs sieht man zwei Register mit Schiffsdarstellungen. Im oberen Register ist ein Segelboot und im unteren ein Ruderboot dargestellt. Ein langer schmaler Streifen unterhalb der Boote symbolisiert das Wasser und bildet gleichzeitig die Trennlinie zwischen den Registern. Kaninisut steht jeweils auf einen Stab gestützt in der Mitte des Schiffes. Die Schiffsdarstellungen symbolisieren die Fahrten des Toten im Jenseits zu den alten Hauptstädten Buto und Heliopolis.
Die beiden oberen Register der langen Ostwand enthalten Darstellungen der personifizierten Stiftungsgüter. Arm- und Handhaltung ist bei allen Figuren ähnlich: Mit der rechten Hand halten sie einen Korb mit Opfergaben auf dem Kopf, der linke Arm hängt am Körper entlang herunter. Die Personen stehen für Stiftungsgüter, die das regelmäßige Totenopfer lieferten.
Im dritten Register ist das Herbeiführen und Schlachten von Rindern zu sehen. In der linken Hälfte werden zwei Rinder mit langen Hörnern und ein Kalb herbeigeführt, in der rechten ist die Schlachtung zweier Rinder dargestellt.
Im untersten Register tragen dreizehn männliche Gabenbringer kleine Tische oder Tabletts mit Broten, Früchten und Fleischstücken.

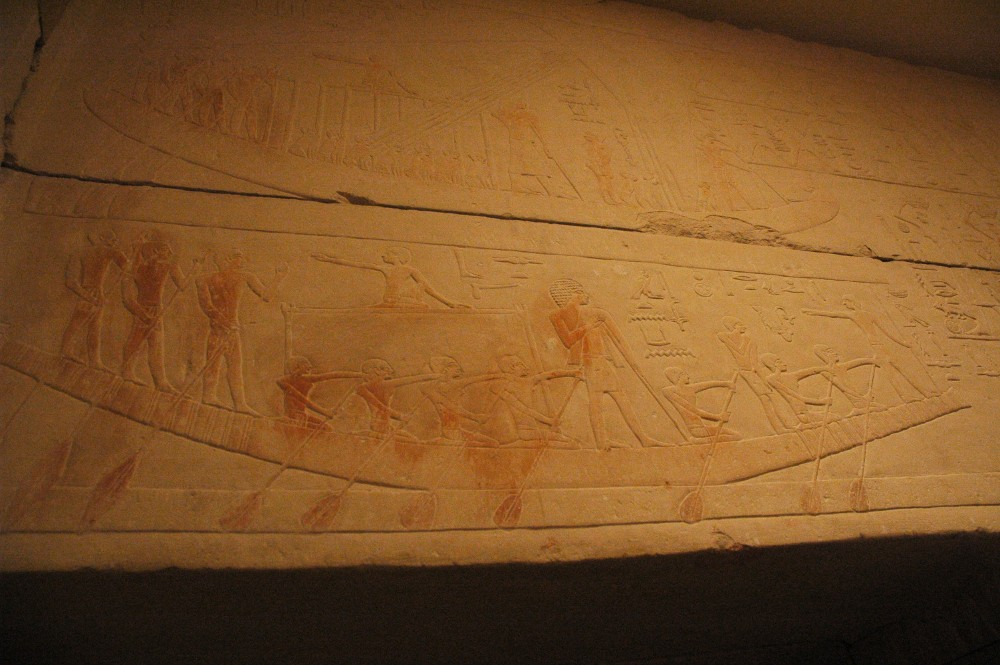
Ostwand: Schiffsdarstellungen
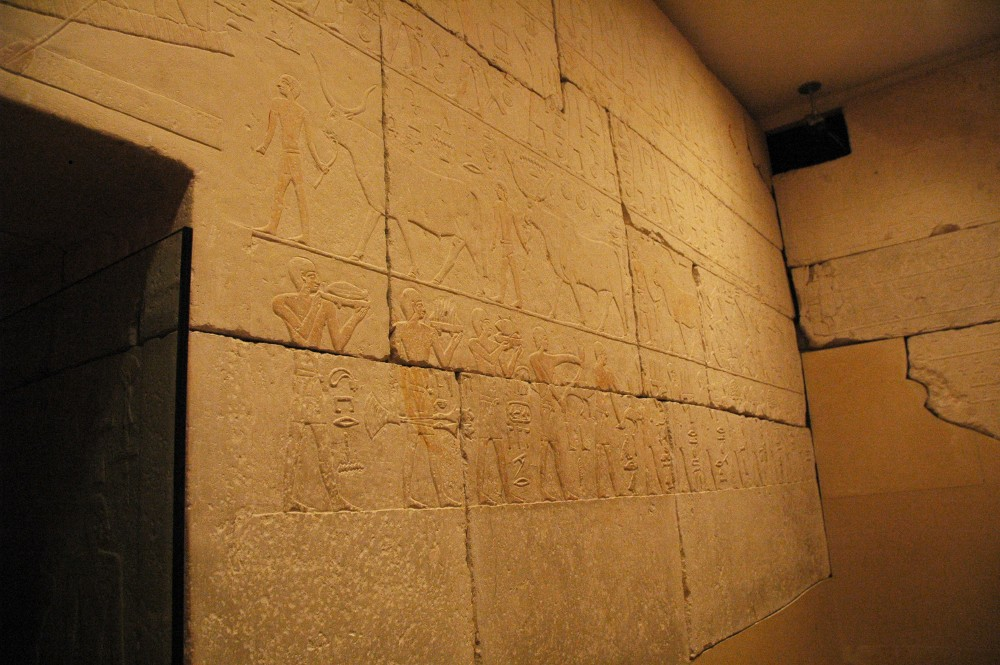
Ostwand

### Südwand

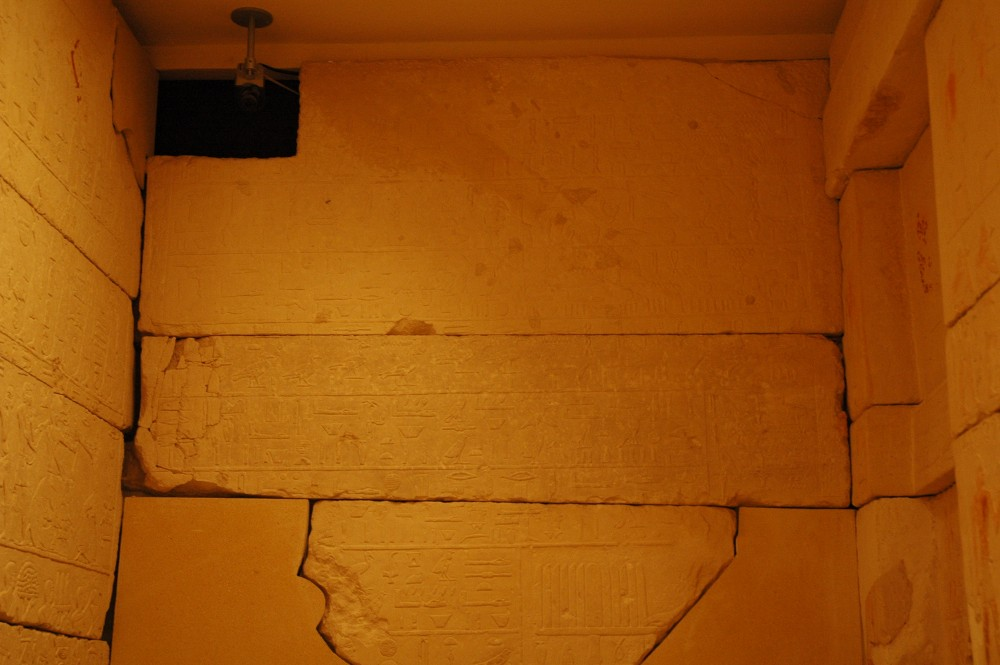
Südwand

Die schmale Südwand enthält eine Opferliste und eine Speisetischszene. Die Opferliste besteht aus acht Registern, in denen die Stichworte ohne Kästcheneinteilung in kurzen Vertikalzeilen von links nach rechts angeordnet sind. Die Speisetischszene ist rechts der unteren vier Register abgebildet. In der Ritualopferliste werden die Opfergaben und Ritualhandlungen festgehalten, die im regelmäßig stattfindenden Totenopferritual am Grab durchgeführt wurden. Sie beginnt mit der Aufzählung der Eingangsriten, die vom Totenpriester durchgeführt wurden, wie die Reinigung der Kultstelle durch Abfegen und Ausgießen von Wasser, des Weiteren das Waschen der Hände, Verbrennen von Weihrauch und die Bereitstellung der sieben heiligen Salböle und der Schminke. Darauf folgt die Auflistung der Speisen und Getränke, die in einer bestimmten Reihenfolge dargebracht wurden. Es handelte sich um verschiedene Brotsorten, Kuchen, Fleischstücke, Geflügel, Früchte und Gemüse. Von der Speisetischszene sind nur Fragmente erhalten.

### Westwand

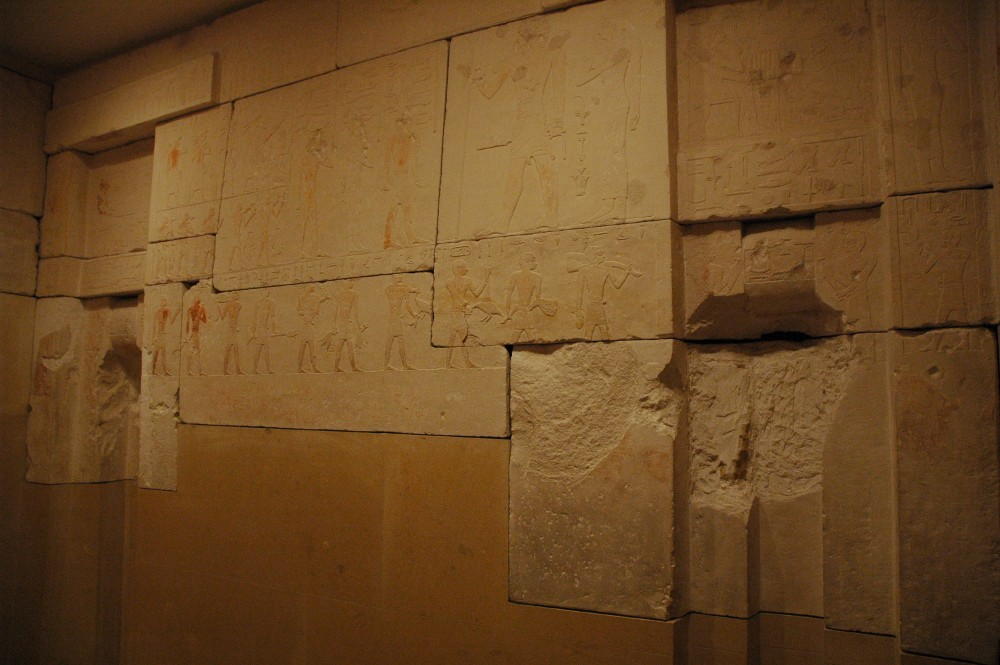
Westwand

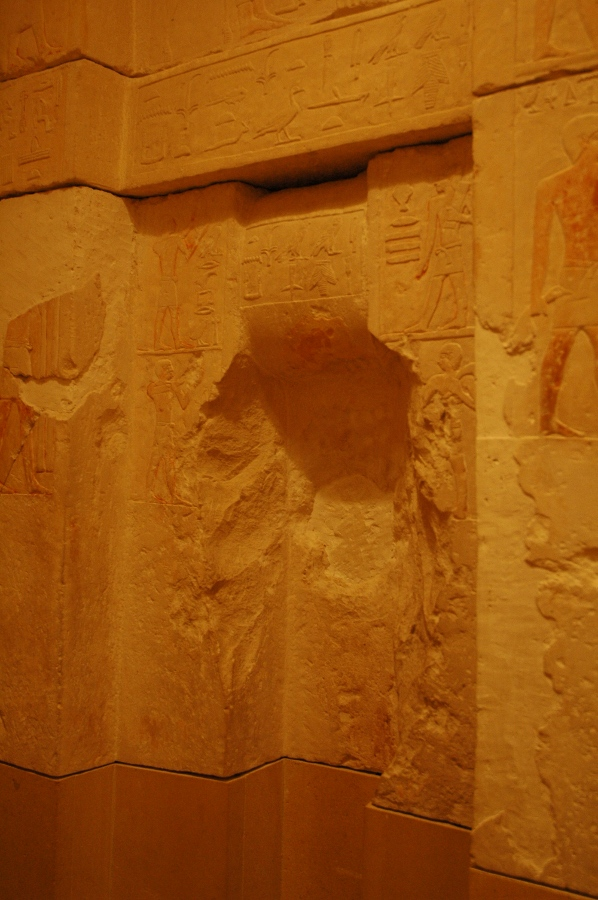
Südliche Scheintür der Westwand

Die Westwand war die Hauptkultstelle des Grabes, die zwei Scheintüren enthält. Die südliche Scheintür besteht aus äußerer Umrahmung, Scheintürtafel, innerer Umrahmung, Türrolle und Türnische. Auf dem Querbalken der äußeren Umrahmung steht eine Opferformel: Das Opfer, das der König gegeben hat, (das Opfer), das Anubis gegeben hat, der an der Spitze der Gotteshalle steht, er möge bestattet werden im Westen, (nämlich) der Herr der Würde beim großen Gott, nachdem er sehr schön alt geworden ist, (nämlich) der Sem-Priester und Leiter der Schurze Ka-ni-nisut. Davor stand ein Podest, das zum Abstellen von Kultgeräten und Opfergaben diente. Dahinter befand sich das Serdab mit der (nicht mehr vorgefundenen) Ka-Statue.
Am linken äußeren Türpfosten sind übereinander zwei Männer dargestellt, die Schreibutensilien beziehungsweise Stoffstreifen bringen. Auf den inneren Türpfosten sind weitere Diener dargestellt, die verschiedene Dinge wie einen Topf, eine Schreibrolle und einen Sack in den Händen halten. In der rechteckigen Scheintürtafel finden sich wieder die Speisetischszene und eine kurze Opferliste davor. Darüber werden ausgewählte Titel des Grabherrn genannt. Eine etwas andere Titelfolge wird in der Türrolle zwischen den inneren Türpfosten genannt.
Ein weiterer Architrav befindet sich zwischen den beiden Scheintürarchitraven, der eine vollständige Auflistung aller Titel des Kaninisut enthält: Der Sem-Priester, der Leiter des Schurzes, der Freund, der Sema-Priester des Horus, der Verwalter von Dep, Mund aller Leute von Pe, der einzige Freund, der Hüter des Geheimnisses des Morgenhauses, der Vorsteher von el-Kab, der Vorsteher der Zuweisungen des Lebenshauses, der Leiter der Bat, der Leiter des schwarzen Kruges, der Prophet des Herrn von Buto, des Sohnes des schwarzen Kruges, der Prophet des Herrn von Buto, des Sohnes des Nördlichen, der Vorlesepriester, der im Gefolge der Ha ist, Einziger unter den Großen des Festes Ka-ni-nisut.
Darunter ist der Grabherr mit seiner Frau Nefer-ha-nisut und seinen Kindern dargestellt. Die Gesichter der Kinder und des Grabherrn wurden mutwillig zerstört. Links daneben sind die zahlreichen Diener des Haushalts des Kaninisut abgebildet, dazu gehören unter anderem vier Schreiber. Zwischen ihnen steht ein Behälter mit Papyrusdokumenten und zusammengebundenen Papyrusrollen. Darunter sieht man fünf Priester, die Kultgegenstände und Opfergaben tragen. Weitere Gabenträger sind im untersten Register des Mittelteils zu sehen.
Die nördliche Scheintür der Westwand ist eine Nebenkultstelle. Es finden sich wiederum eine kurze Opferliste, Namen und Titel des Grabherrn und die Speisetischszene. An den inneren Türpfosten sind Reste von Dienerfiguren mit Hes-Vasen zu sehen. Ein weiterer Diener im unteren Bereich des äußeren Türpfostens hält eine Waschgarnitur hoch. Alle Diener wenden sich der Türnische zu. In der Türnische findet sich ein großes Loch, das vermutlich Grabräuber in der Hoffnung ein Serdab mit Statue zu finden, hineinschlugen. Im oberen Abschnitt des äußeren Türpfostens ist die Frau des Kaninisut dargestellt, die im Unterschied zu den Dienern nicht zur Scheintür, sondern zur anschließenden Nordwand mit der großen Darstellung des Kaninisut blickt.

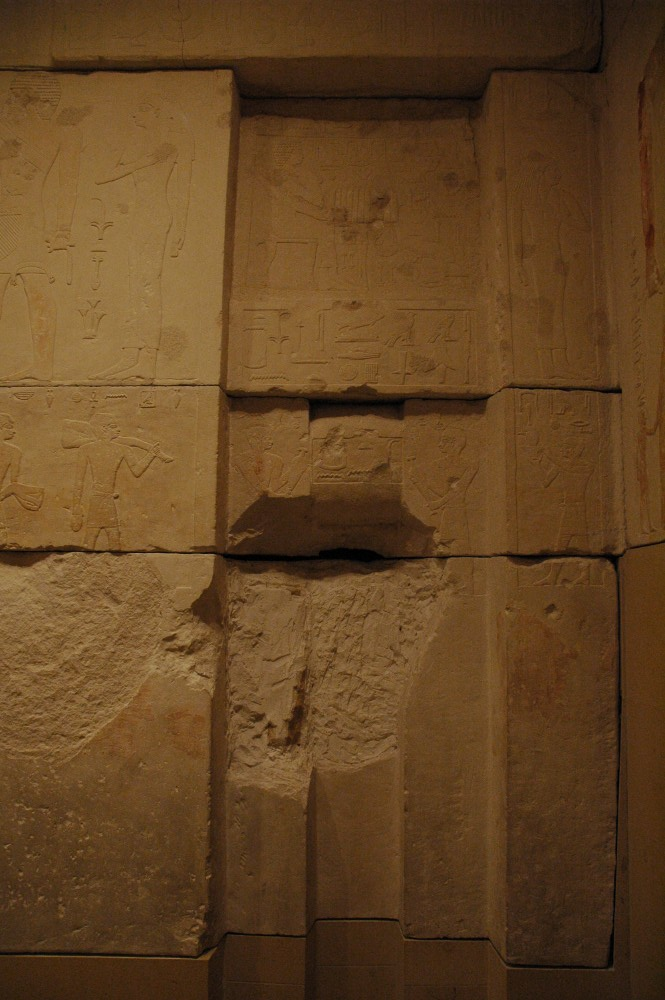
Nördliche Scheintür der Westwand
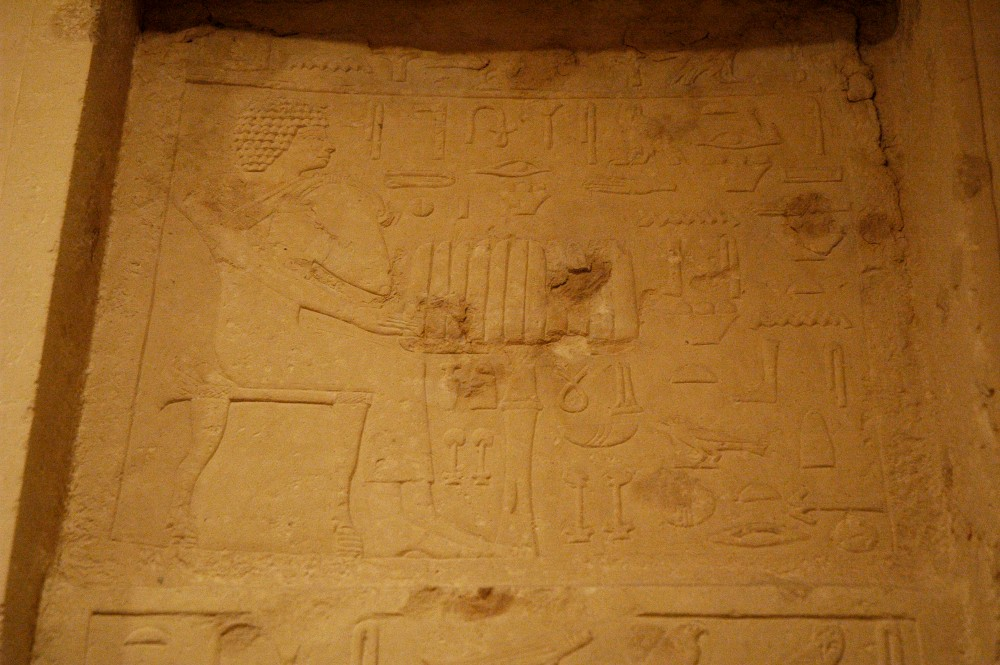
Nördliche Scheintür: Speisetischszene
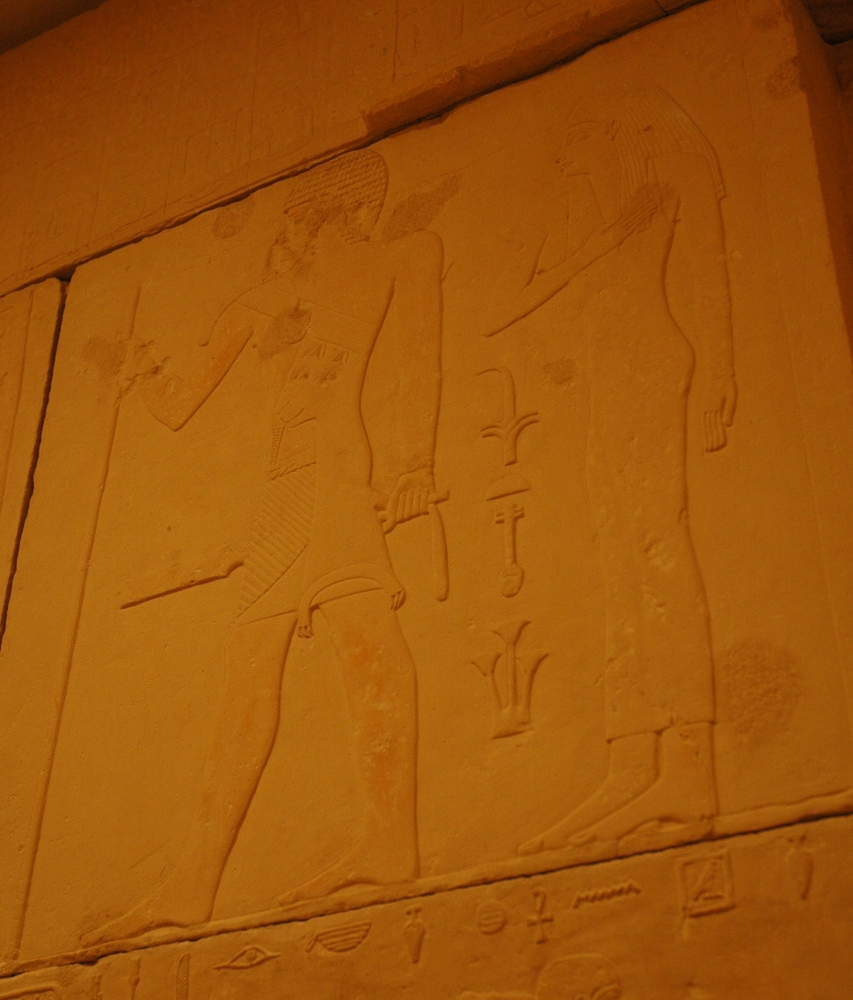
Westwand: Kaninisut und seine Frau Nefer-ha-nisut
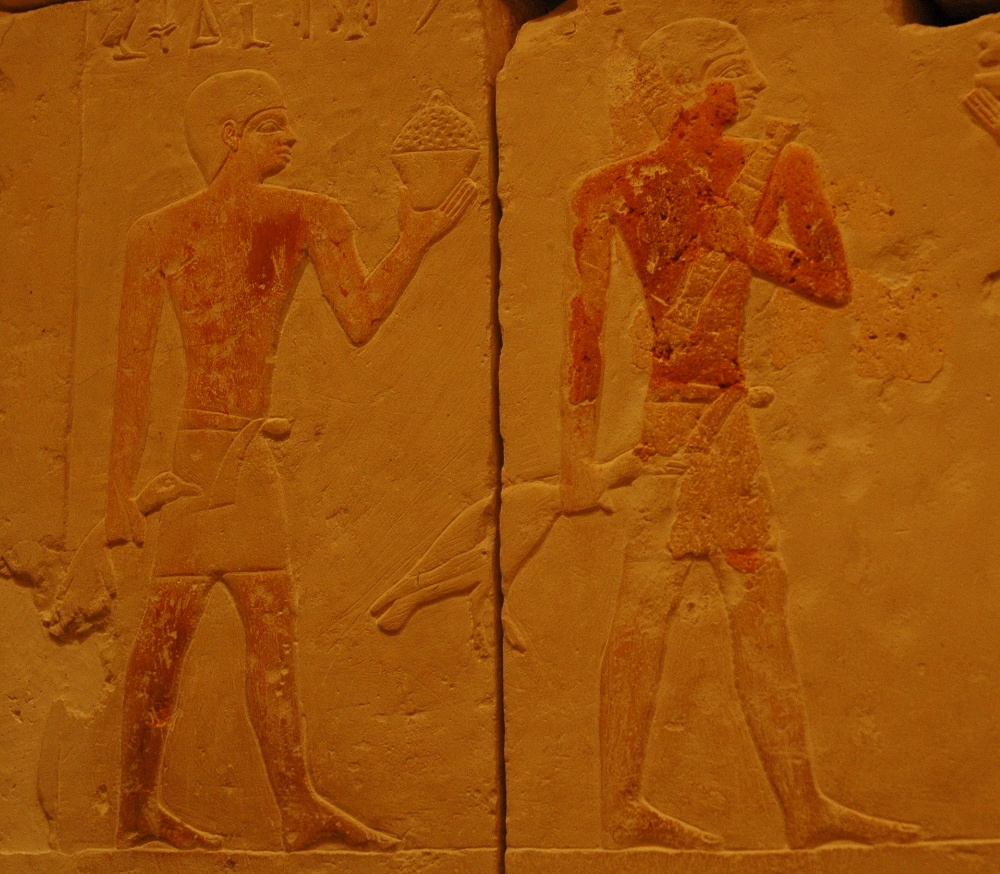
Westwand: Gabenbringer

### Nordwand

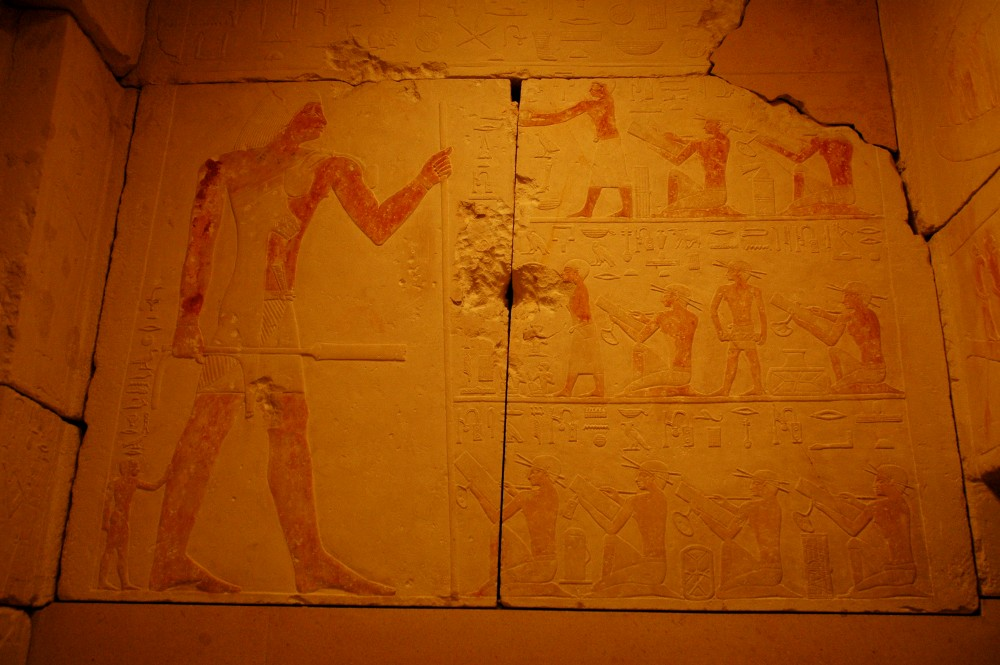
Nordwand

Eine große Darstellung des Grabbesitzers dominiert die Nordwand. Darüber befindet sich eine horizontale Inschriftenzeile mit einer ausführlichen Auflistung seiner Titel. Kaninisut steht mit voranschreitendem linken Bein da. In der linken Hand hält er einen langen Stab, in der rechten das Sechem-Zepter. Er hat eine halblange Strähnenfrisur und trägt einen kurzen Galaschurz und darüber ein Pantherfell, das durch einen Stoffstreifen quer über seiner Brust gehalten wird. Dahinter steht sein ältester Sohn, Her-wer, der seinem Vater lediglich bis zur halben Wade reicht und als nacktes Kind mit Jugendlocke dargestellt wird, eine typische Darstellung der Kinder des Grabherrn, auch wenn es sich in Wirklichkeit schon um eine erwachsene Person handelt.
Vor Kaninisut sind in drei Registern Schreiber und Beamte seines Haushalts dargestellt. Zuvorderst im obersten Register steht sein Hausvorsteher Wehem-ka, der aus einem Papyrusdokument vorliest.